# Johannes von Eben
Johannes von Eben  (n. 24 februarie 1855 – d. 30 iunie 1924) a fost unul dintre generalii Armatei Imperiale Germane din Primul Război Mondial. 
A îndeplinit funcția de comandant al Armatei 9 în campania acesteia din România, având gradul de general-locotenent.:p. 183